# Home range
Con il nome di  spazio vitale o d'azione  o anche home range (dai termini home, «casa», e range, «pascolo»), si indica, in etologia, tutta l'area che viene abitata da un individuo durante la sua vita, o da un gruppo di individui stabilmente organizzato durante la sua esistenza. Nello spazio vitale sono compresi il territorio, le piste seguite durante gli spostamenti e le migrazioni, nonché le fasce neutrali. Queste ultime sono aree regolarmente occupate da un individuo, da una coppia o da un gruppo, dalle quali però, diversamente da quanto accade per il territorio, i cospecifici «estranei» non vengono scacciati. Spesso si tratta di una zona «neutrale» tra due o più territori o di una particolare area che comprende risorse naturali che si trovano a grandi distanze l'una dall'altra e non possono essere difese da un solo individuo, da una coppia o da un gruppo, almeno non senza un eccessivo dispendio di energie. La separazione spaziale si realizza, in tali fasce, semplicemente perché di solito gli animali o i gruppi stanno distanti gli uni dagli altri. La distinzione tra territorio e fascia neutrale non è sempre netta, poiché la difesa attiva del territorio può sempre alternarsi, ad esempio per il mutare delle stagioni, con la tendenza a evitare l'avversario. Esistono forme di transizione, specialmente verso i cosiddetti «territori a orario».